# Блюхер (тежък крайцер, 1937)
 За едноименния кораб от 1907 г. вижте Блюхер (броненосен крайцер).  
Блюхер (на немски: Blücher) е тежък крайцер на Кригсмарине от времето на Втората световна война. Вторият кораб от типа „Адмирал Хипер“. Първата и единствена бойна операция на крайцера става нахлуването в Норвегия, през април 1940 г., в хода на която корабът е потопен от бреговата артилерия и торпеда в Осло фиорд.

## Проектиране и построяване
Тежкият крайцер, получил литерното обозначение G и условното име „Erzatz Berlin“ (от нем. замяна на крайцера „Берлин“), е заложен на стапела на завода Блом и Фосс в Хамбург на 15 август 1936 г. На 8 юни 1937 г. е спуснат на вода и получава своето име в чест на пруския фелдмаршал Гебхард Леберехт фон Блюхер. Преди това в германския флот това име носи броненосният крайцер „SMS Blücher“, загинал в сражение с британска ескадра линейни крайцери в сражението при Догер Банк през 1915 г.
Във връзка с редица промени, внасяни в проекта още по времето на построяването, влизането в строй на крайцера е задържано.
На 20 септември 1939 г. „Блюхер“ официално е приет в състава на Кригсмарине (първи командир става капитан цур зе (капитан 1-ви ранг) Хенрих Фолдаг). Обаче до пълната готовност на кораба има още време, поправката на многобройните несъответствия и дефекти отнема времето до 27 ноември, когато крайцерът се насочва за изпитания на механическата установка в района на Хотенхафен. Поради суровите условия на зимата на 1939 – 1940 г. корабът така и не преминава необходимия курс по бойна подготовка и всестранни изпитания и не може да се счита за напълно боеготова единица към пролетта на 1940 г., когато ОКМ планира неговото участие в операцията по превземането на Норвегия.

## История на службата

### „Операция Везерюбунг“
В. Кофман в своята работа „Тяжёлые крейсера типа „Адмирал Хиппер“ (под редакцията на С. Сулига) отбелязва, че крайцерът „Блюхер“ към момента на провеждането на операцията по нахлуване в Норвегия, „не е направил нито един изстрел от оръдията на главния калибър; не са провеждани също и толкова важните общи учения по ликвидация на последствия от бойни повреди и борба за живучест“.
Независимо от това, крайцерът е назначен в състава на групата за превземане на норвежката столица – Осло, под командването на контраадмирал Оскар Кумец, преминал с щаба си на „Блюхер“. Изходна точка на операцията е порт Свинемюнде. На борда са натоварени 830 армейски военнослужещи, в т.ч. около 200 сътрудника на различни щабове и два генерала – Енгелбрехт и Щусман.
Вътрешните помещения и палубата на крайцера са претрупани с боеприпаси за десанта и други пожароопасни предмети. Общата стесненост на претоварения кораб, наличието на голям брой странични хора влошават и без това невисоката боеспособност на „Блюхер“.
По пътя за Осло корабите са на два пъти забелязани от британските подводни лодки (HMS Triton и HMS Sunfish). Първата успява да направи за атака над крайцера, обаче той благополучно се отклонява от торпедата. В нощта на 7 към 8 април ескадрата (в която, освен „Блюхер“, също влизат лекия крайцер „Емден“, тежкия крайцер „Лютцов“ и миноносци), влиза в Осло фиорд. При входа във фиорда ескадрата е засечена от норвежки стражеви кораб, бързо пленен от миноносеца „Албатрос“.

### Гибел
При движението през Осло Фиорд най-опасни за германската ескадра са теснините, където са разположени норвежките брегови батареи. Благополучно преминавайки прохода между островите Болерне и Раной, охраняващи входа във фиорда и подходите към главната военноморска база на Норвегия – Хутен и стоварвайки част от десанта за превземането на Хутен, корабите се насочват нататък. В прохода Дрьобак и близо до остров Кахолм ескадрата попада под огъня на норвежките брегови батареи с калибър 280, 150, 57 и 40-мм. Получавайки няколко попадения от 280-мм и 150-мм снаряди, крайцерът получава сериозни повреди в средната част на корпуса и рулевата машина. Независимо от това, кораба продължава движението си, изглеждайки, че е преминал опасностите, когато в 5:20 последват два подводни взрива. Според материалите на В. Кофман, най-вероятно това са торпедни попадения от бреговата торпедна батарея на о. Северен Кахолм.
В резултат на разрушаващото действие на снарядите, торпедните попадения, а също и на непрестанната детонация на боеприпасите на борда на крайцера, на кораба избухва пожар в средната част на корпуса, гърмят взривове, от подводните пробойни постепенно се увеличава кренът. Корабът губи ход, а след сериозен взрив в погреба за 105-мм боеприпаси разпространението на водата по отсеците става неконтролируемо, рязко се увеличава крена. Около 7 часа командирът заповядва да се напусне кораба, а около 7:30 „Блюхер“ се преобръща и започва бавно да потъва във водата с носа напред. Крайцерът потъва на дълбочина 70 метра, а след неговото потапяне последват няколко подводни взрива.
Точни данни за броя загинали и ранени при гибелта на крайцера отсъстват. По германски данни, загиват 125 члена на екипажа и 122 участника в десанта. Спасяват се 38 офицера на кораба, 985 матроса и 538 войника и офицера от армията, в т.ч. двата генерала. Капитан цур зе Фолдаг тежко преживява гибелта на своя кораб. Той загива само след няколко дена – на 16 април 1940 г., в авиокатастрофа над Осло Фиорд.

### В киното
Екранизация на гибелта на тежкия крайцер „Блюхер“ може да се види в игралния филм „Изборът на краля“ (Норвегия – Ирландия, 2016 г.)

## Коментари
1. ↑  Германските кораби при началото на тяхното строителство получават временни имена. За новите кораби се избират букви. Тези кораби, които трябва да заменят стари или загубени кораби получават приставката „Ерзац“ пред името на заменяемия кораб.